# Huayna Picchu
Huayna Picchu (Quechua Wayna Pikchu für „junger Gipfel“) ist einer der beiden Gipfel, zwischen denen die Ruinen der Inkastadt Machu Picchu liegen. Bekannt ist der Gipfel durch das klassische Postkartenmotiv, wo der Berg  im Hintergrund über den Ruinen von Machu Picchu aufragt.

## Geographie
Der Huayna Picchu ist rund 2701 Meter hoch und liegt über dem Urubamba-Tal im peruanischen Teil der Anden. Der nächstgelegene Ort ist Aguas Calientes, die nächste größere Stadt ist Cusco, 75 km südöstlich.
Die Gipfelregion des Huayna Picchu kann man grob in drei Abschnitte unterteilen: Der größte (untere) Abschnitt besteht aus dichter Vegetation und Gestein, der zweite (mittlere) Abschnitt aus schroffem Felsgestein und vereinzelter Vegetation und der kleine dritte (oberste) Abschnitt an der Bergspitze fast ausschließlich aus Felsen. Auf dem unteren und dem mittleren Abschnitt finden sich noch einige Terrassen und Gebäudereste, die einst von den Einwohnern Machu Picchus angelegt wurden und noch heute über einen Bergpfad zu erreichen sind. Vereinzelt wird auch verbreitet, dass der Huayna Picchu die Nase des Gesichts eines liegenden Inkakopfes darstelle.
Der Nebengipfel Huchuy Picchu („Kleiner Gipfel“) ist 2479 m hoch.

## Tourismus
Sowohl der Huayna Picchu als auch der Machu Picchu werden von vielen Besuchern von den frühen Morgenstunden bis in den Nachmittag hinein bestiegen. Es ist daher ratsam, die Berge zu den frühen Morgenstunden zu besichtigen.

### Besteigung
Der Gipfel ist für Touristen zugänglich, allerdings ist die Anzahl der Besucher auf 400 pro Tag begrenzt. Diese müssen sich anmelden und vor dem Aufstieg an einer Kontrollstelle namentlich eintragen. Dort wird ihnen auch eine ungefähre Rückkehrzeit vorgegeben. Der Aufstieg dauert ca. eine Stunde, wobei die Anforderungen nicht zu unterschätzen sind. Die steilsten Stellen sind mit Stahlseilen zum Festhalten versehen, teilweise führt der Pfad durch Höhlen, beim Abstieg muss man geduckt unter einem Felsvorsprung und über 40 cm breite Treppen, zum Teil unmittelbar am Abhang, ungesichert hinabsteigen. Schwindelfreiheit ist daher unbedingte Voraussetzung. Der Aufstieg kann nur in der Zeit von 8:00 bis 10:00 begonnen werden und muss bis 14:00 beendet sein. Zugang zur Kontrollstelle hat man nach Durchquerung der Ruinen von Machu Picchu. Über den gleichen Zugang kann in einem viertelstündigen Aufstieg auch der Huchuy Picchu bestiegen werden.

### Sehenswürdigkeiten
Kurz unter dem Gipfel befinden sich die zur Stadtseite hin gelegenen Terrassen und auf diesen auch einige ehemalige Unterkünfte. Am flachen Fuße des Gipfels, auf der von Machu Picchu abgewandten Seite, befindet sich der Mondtempel. Die einzigartige Aussicht auf Machu Picchu und das Urubamba-Tal belohnen für die Mühen des Aufstiegs.

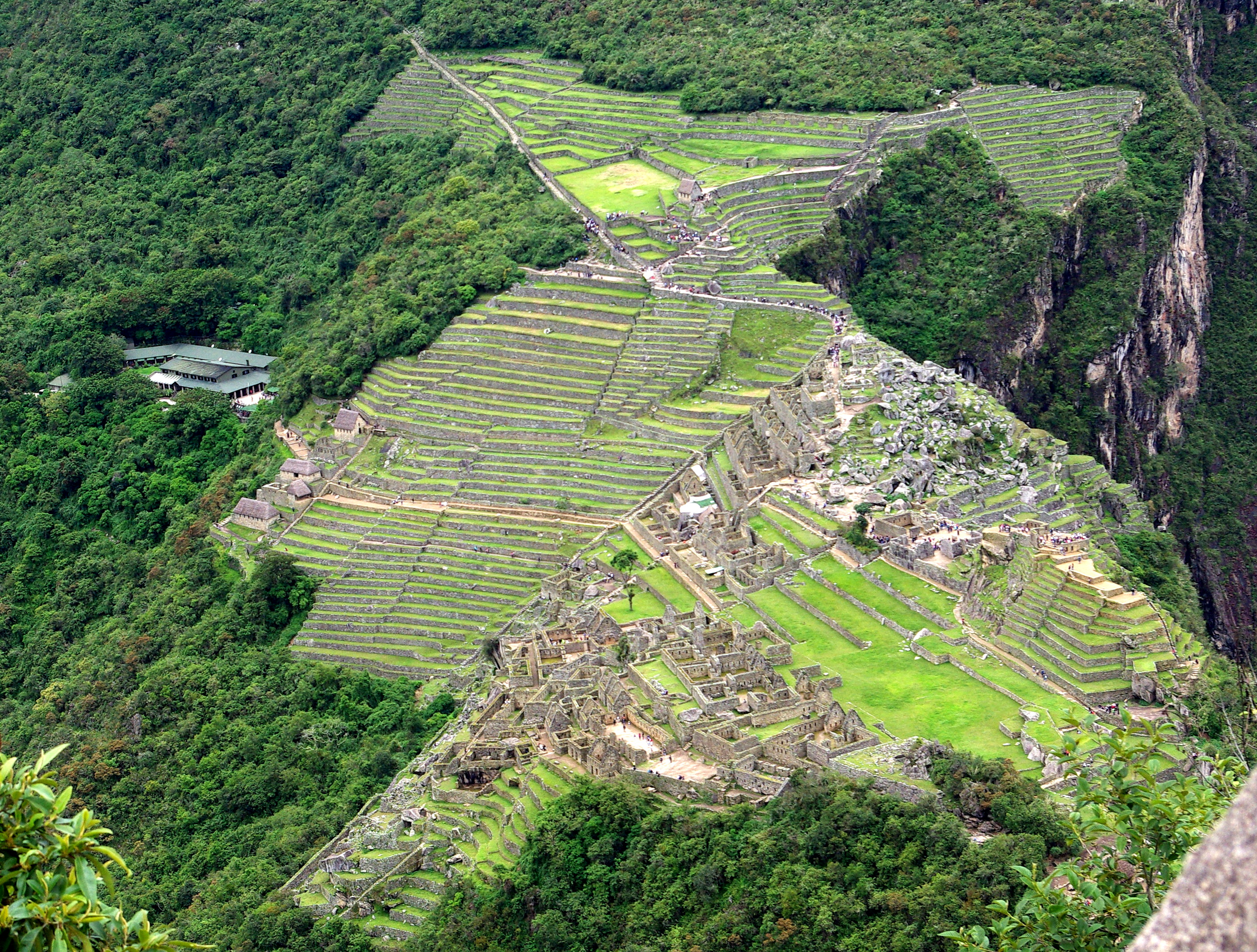
Machu Picchu von halber Höhe des Huayna Picchu aus gesehen
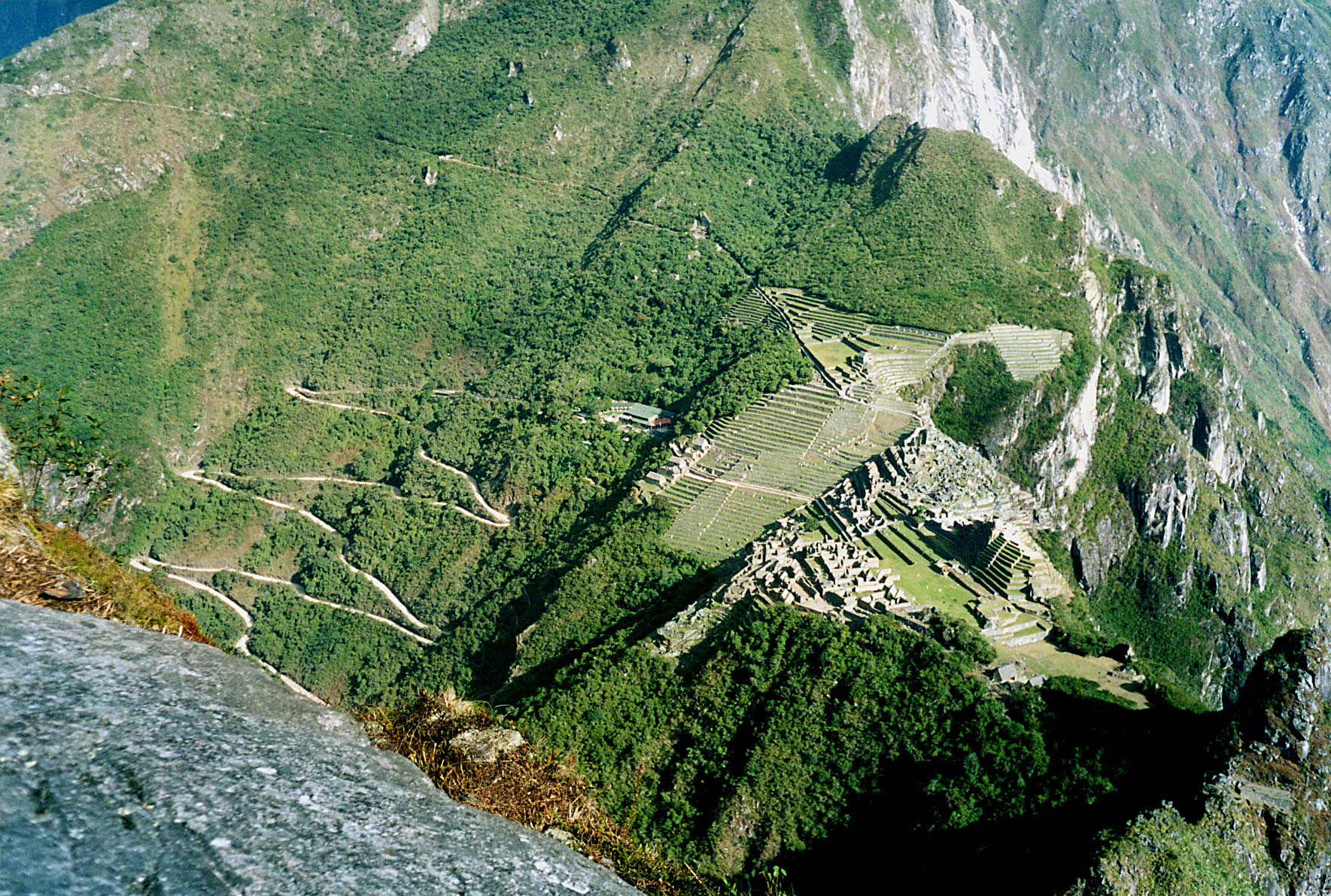
Machu Picchu von der Spitze des Huayna Picchu aus gesehen
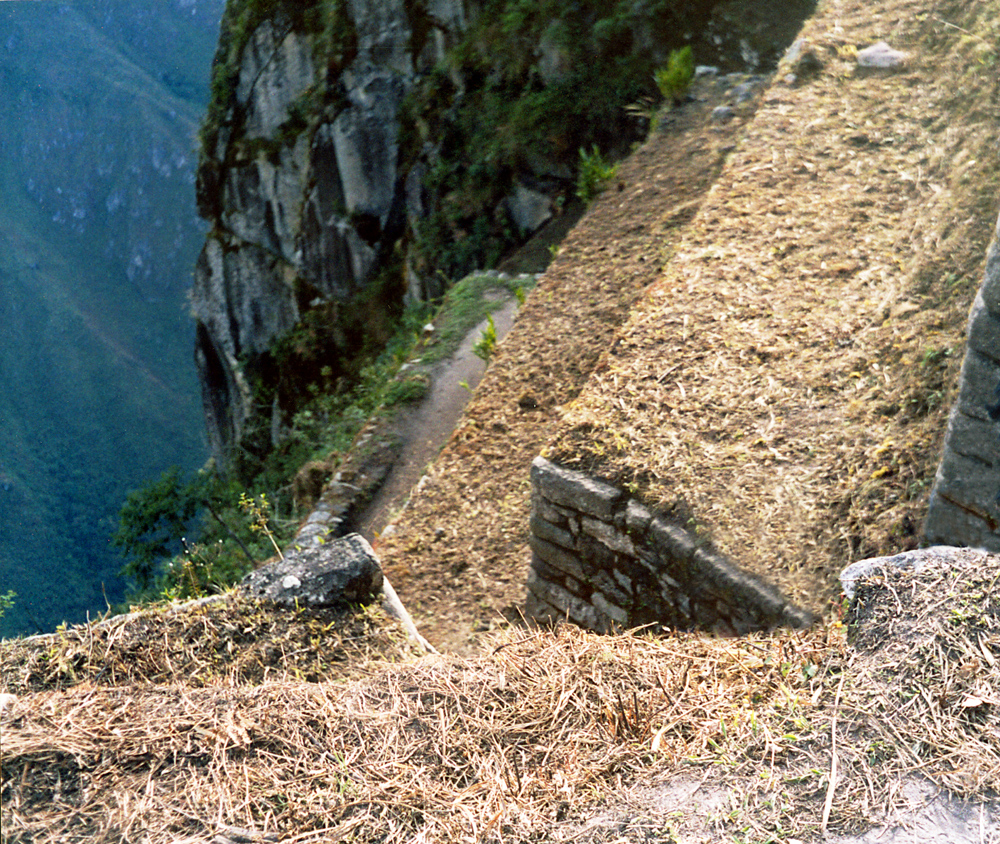
Eine Terrasse am Huayna Picchu
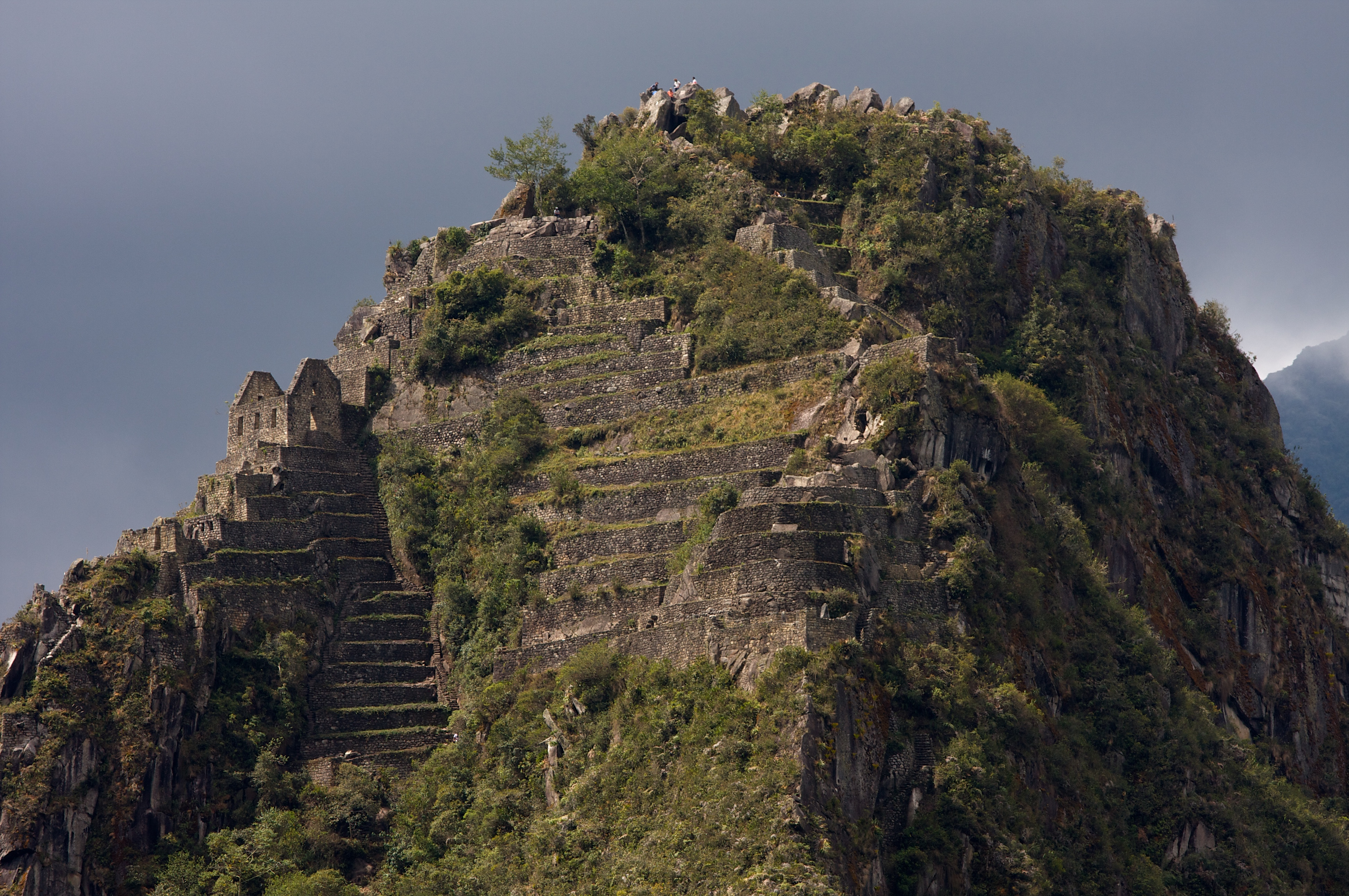
Anlagen an der Spitze des Huayna Picchu